# Lamrim
Lamrim är en tibetansk buddhistisk kategori av texter som presenterar vägen mot upplysning steg för steg. I tibetansk buddhistisk historia har det funnits flera varianter av lamrim, skrivna av olika lärare från inriktningarna nyingma, kagyu och gelug. Alla versioner har dock sin grund i Atishas verk Bodhipathapradipa ("En lampa för vägen mot upplysning") som skrevs under 1000-talet.
Tibetanska buddhister tror att läran om lamrim baserad på sutrorna som Buddha lärde ut.
De olika lamrimtexterna innehåller för det mesta samma saker, men deras upplägg varierar. Atishas lamrim börjar med bodhicitta (sinnet som strävar mot upplysning i syfte att rädda alla medvetna varelser), följt av bodhisattvalöften. Gampopas lamrim börjar med buddhanaturen, följt av en förklaring om hur värdefullt en återfödelse som människa är. Tsongkhapas lamrim börjar med förlitandet på en lama (lärare)/guru, följt av en förklaring av hur värdefullt en återfödelse som människa är.
Gampopa och Tsongkhapa byggde vidare på Atishas korta verk, och gjorde lamrim till ett utförligt system för att förstå hela den buddhistiska filosofin.

### Klassiska lamrimböcker (i historisk ordning)
- Dipamkarashrijnana, Atisha The Lamp for the Path to Enlightenment (PDF) Snow Lion Publications
- Rinchen, Sonam Atisha's Lamp for the Path to Enlightenment Snow Lion Publications
- Gampopa & Guenther, Herbert V. (översättning) (1986) The Jewel Ornament of Liberation by Gampopa
- Tsongkhapa; the Lamrim Chenmo Translation Committee; Cutler, Joshua (red.); Newland, Guy (red.) (2000) The Great Treatise on the Stages of the Path to Enlightenment (3 volymer) Snow Lion Publications
- Gyatso, Sonam bSod Nams rGya mTso, Den tredje Dalai Lama), Lam rim gser zhun ma Engelsk översättning av Mullin, Glenn H. Första utgåvan 1978: Essence of Refined Gold by the Third Dalai Lama: with related texts by the second and Seventh Dalai Lamas Dharamsala, HP, India: Tushita Books. Andra utgåvan 1985: Selected Works of the Dalai Lama III: Essence of Refined Gold Snow Lion Publications
- Nyingpo, Pabongkha Déchen; Trijang Rinpoche (red.); Richards, Michäl (översättning) (2006) Liberation in the Palm of Your Hand: A oncise Discourse on the Path to Enlightenment. Wisdom Publications ISBN 0-86171-500-4.